# Brachioteuthis riisei
Brachioteuthis riisei е вид главоного от семейство Brachioteuthidae.

## Разпространение
Този вид е разпространен в Алжир, Антигуа и Барбуда, Бахамски острови, Белиз, Великобритания, Венецуела, Гамбия, Гваделупа, Гватемала, Гвиана, Гвинея, Гвинея-Бисау, Гренада, Гърция, Доминика, Доминиканска република, Египет, Ирландия, Испания, Италия, Кабо Верде, Канада, Кипър, Колумбия, Коста Рика, Куба, Либия, Ливан, Мавритания, Мароко, Мартиника, Мексико, Никарагуа, Панама, Португалия (Азорски острови и Мадейра), Пуерто Рико, САЩ (Аляска и Хавайски острови), Сейнт Винсент и Гренадини, Сейнт Китс и Невис, Сейнт Лусия, Сенегал, Сирия, Тринидад и Тобаго, Тунис, Турция, Франция, Френски южни и антарктически територии (Кергелен), Хаити, Хондурас и Ямайка.